# Oleg Chertov
Oleg Víktorovich Chertov –en ruso, Олег Викторович Чертов– (Rostov del Don, URSS, 31 de mayo de 1975) es un deportista ruso que compitió en piragüismo en la modalidad de aguas tranquilas. Ganó dos medallas de bronce en el Campeonato Europeo de Piragüismo de 2004.

## Palmarés internacional
| Campeonato Europeo | Campeonato Europeo | Campeonato Europeo | Campeonato Europeo |
| Año                | Lugar              | Medalla            | Competición        |
| ------------------ | ------------------ | ------------------ | ------------------ |
| 2004               | Poznań (Polonia)   | Medalla de bronce  | K4 200 m           |
| 2004               | Poznań (Polonia)   | Medalla de bronce  | K4 500 m           |